# Macrosamanea duckei
Macrosamanea duckei är en ärtväxtart som först beskrevs av Huber, och fick sitt nu gällande namn av Rupert Charles Barneby och James Walter Grimes. Macrosamanea duckei ingår i släktet Macrosamanea och familjen ärtväxter. Inga underarter finns listade i Catalogue of Life.